# Impasug-Ong
Impasug-Ong (Bayan ng Impasug-ong) är en kommun i Filippinerna. Kommunen ligger på ön Mindanao, och tillhör provinsen Bukidnon. Folkmängden uppgår till 26 695 invånare.
Impasug-Ong är indelat i 13 barangayer.

## Bildgalleri

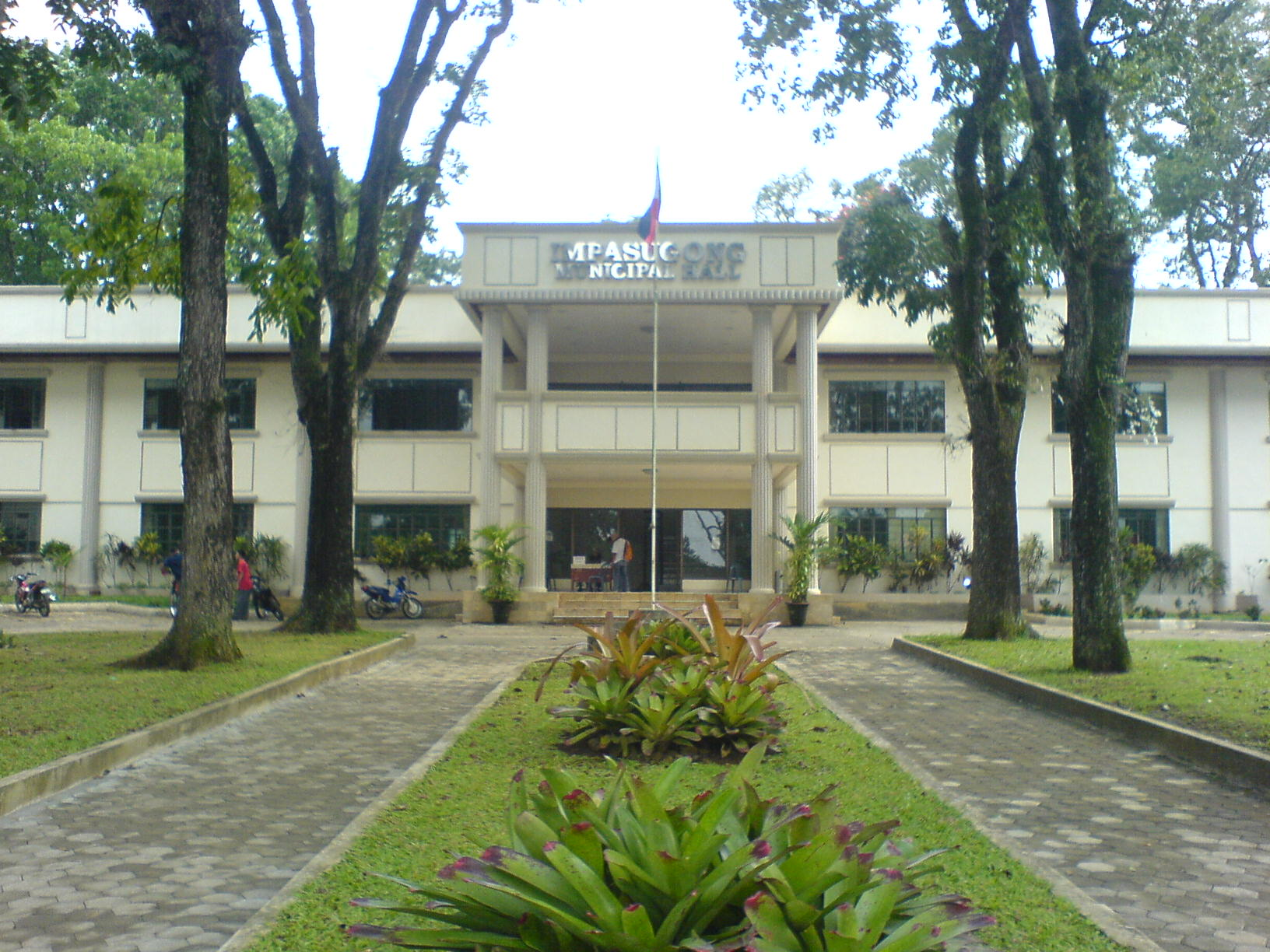